# Chaozhou
Chaozhou (en chino, 潮州; pinyin, Cháozhōu), también conocida por su nombre en su dialecto local Teochew (Diê⁵ziu¹ⓘ) y en cantonés Chiuchow (ciu⁴zau¹ⓘ),  es una ciudad-prefectura en la provincia de Cantón, República Popular China. Limita al norte con Meizhou, al sur con Shantou, al oeste con Jieyang y al este con la provincia de Fujian. Su área es de 3614 km² y su población es de 2 669 844 (2010).

## Administración
La ciudad prefectura de Chaozhou se divide en 1 distrito y 2 condados.
- Distrito Xiangqiao District 	湘桥区
- Condado Chao'an County 	潮安县
- Condado Raoping County 	饶平县

## Historia
En el año 214 a. C. Chaozhou era parte de la comandería de Nanhai (南海郡) de la dinastía Qin. En el año 331 durante la dinastía Han del oeste, esl condado Haiyang (海阳县) se estableció como parte de la comandería Dongguan (东官郡). En el 413 Dongguan se renombró  Yi'an (义安郡). En el 590 se cambió de administración a prefectura, primero como Xun (循州), lueago a Chao (潮州). En 1914 el gobierno combinó las prefecturas Chao y Xun a Chaoxun (潮循道).
Desde 1958 hasta 1983 Las ciudades de Chaozhou y sus vecinas cercanas Shantou y Jieyang , se unieron bajo el nombre de Chaoshan (潮汕地区) por su religión, lingüística y cultura similar.
Chaozhou se creó como una ciudad-provincia en enero de 1989 y como Subciudad-prefectura en enero de 1990 y en como ciudad-prefectura en diciembre de 1991.